# Vanità

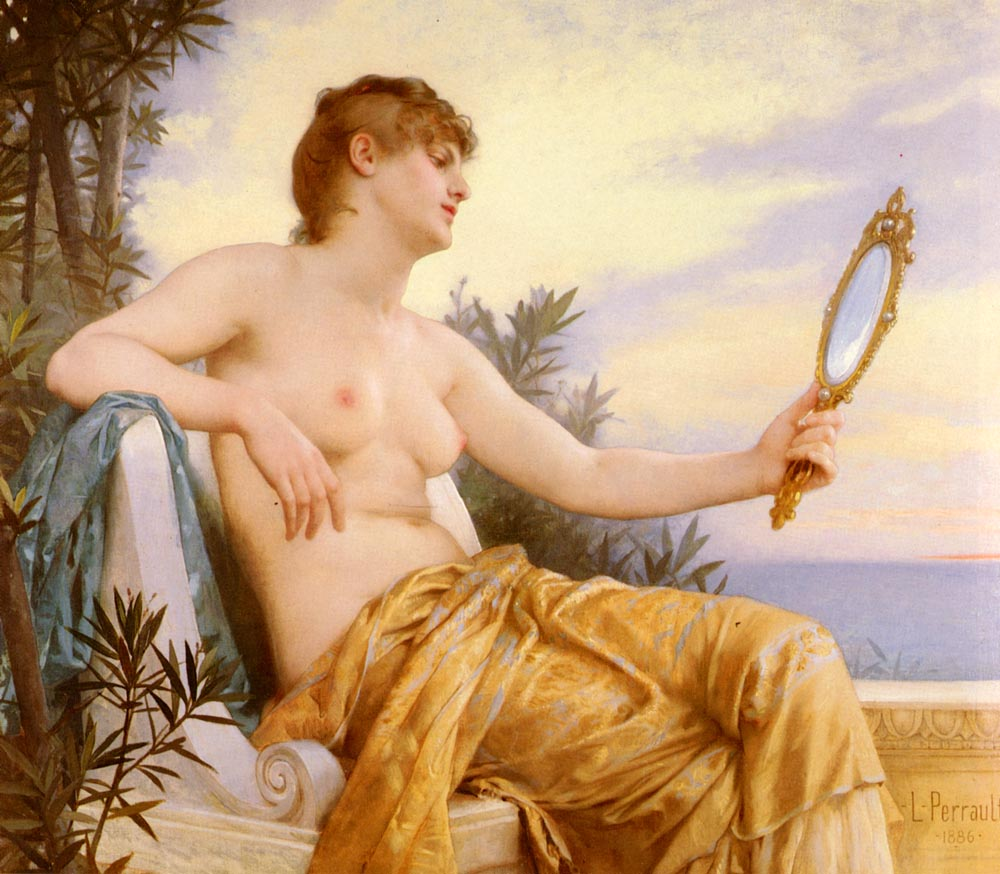
Vanitas, di Perrault Leon Jean Basile

Nel linguaggio comune, il termine vanità indica un'eccessiva fiducia nelle proprie capacità e ingiustificata fiducia di piacere agli altri. Prima del XIV secolo non aveva alcun significato narcisistico, ma era considerata una futilità. Il relativo termine vanagloria oggi è visto come un sinonimo arcaico di "vanità", un'ingiustificata vanteria. Dal suffisso vanus (mancanza di) e dal latino gloria.
In ambito filosofico, la vanità si riferisce ad un più ampio senso di egoismo e superbia. Friedrich Nietzsche scrisse che, secondo lui, "la vanità è la paura di apparire originali: perciò è una mancanza di superbia, ma non necessariamente di originalità". In uno dei suoi aforismi, Mason Cooley disse che "la vanità, nutrita bene, diventa benevola. Se affamata, diventa maligna".
In molte religioni la vanità, nel suo significato più moderno, è considerata come una forma di auto-idolatria, nella quale l'individuo rifiuta Dio per la sua propria immagine, e di conseguenza non gli viene più concessa la grazia divina. Le storie di Lucifero, di Adamo ed Eva, di Narciso e di vari altri accompagnano i protagonisti verso l'aspetto insidioso della vanità stessa. Negli insegnamenti Cristiani la vanità è vista come un esempio della superbia, una dei sette peccati capitali. Questo elenco si è allargato ultimamente con l'aggiunta della vanagloria, considerata un peccato indipendente dalla superbia, e quindi non riconducibile ad essa.

## Definizione ed etimologia
(Giacomo Devoto )

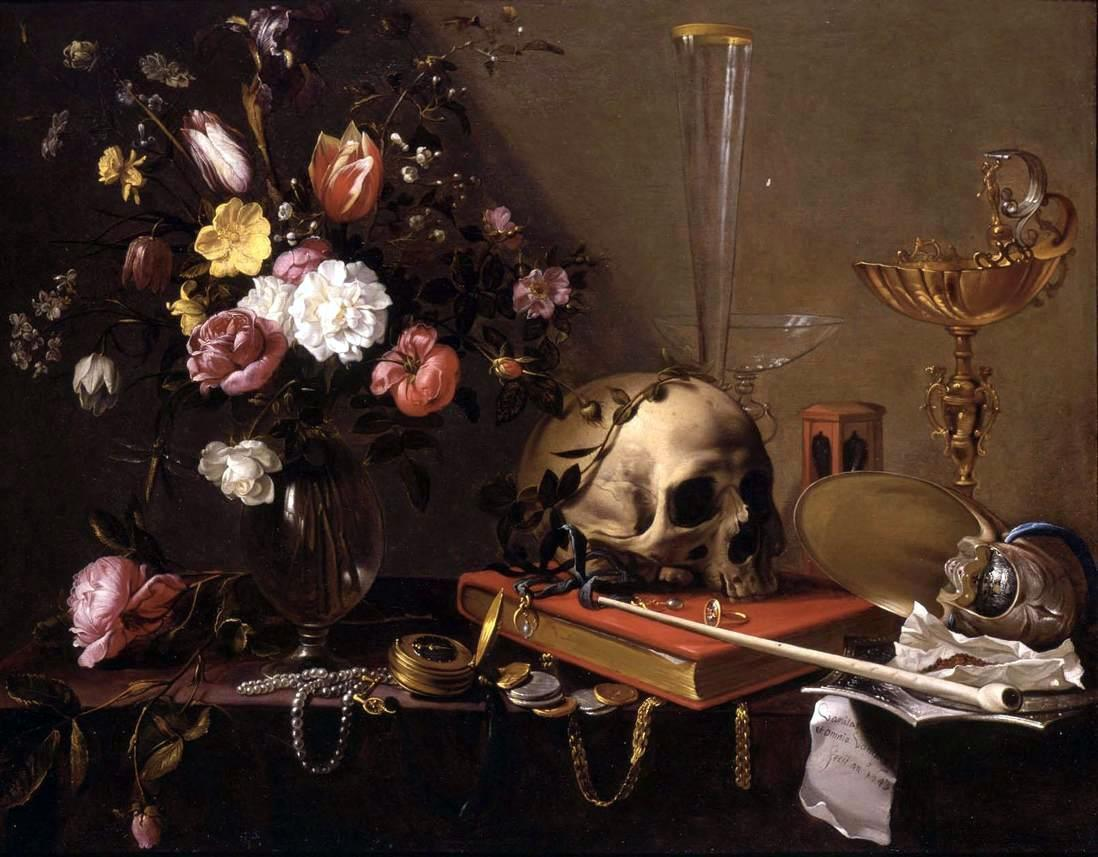
Adriaen van Utrecht: Natura morta con bouquet e teschio

«Vano» può significare vuoto, ma anche inutile, futile, inconsistente, fugace, inane; più apparenza che sostanza. La connotazione del termine e dei suoi derivati quindi è negativa, oltre che duplice, nel senso di:
- assenza di corporeità, mancanza di consistenza materiale;
- mancanza di efficacia o di utilità. Inconsistenza; fugacità.

Tutto è Vanità, illustrazione di Charles Allan Gilbert. L'opera vuole evocare l'inevitabile decadimento della vita e della bellezza verso la morte

## In psicologia
Termini come narciso in luogo di vanitoso, o narcisismo in luogo di vanità, sono nati verso la fine del diciannovesimo secolo con la nascita dei primi studi psicoanalitici. Oggi vengono erroneamente usati come sinonimi.
Quando è definita narcisismo, la vanità acquista una connotazione squisitamente patologica.

### Nel comportamento umano

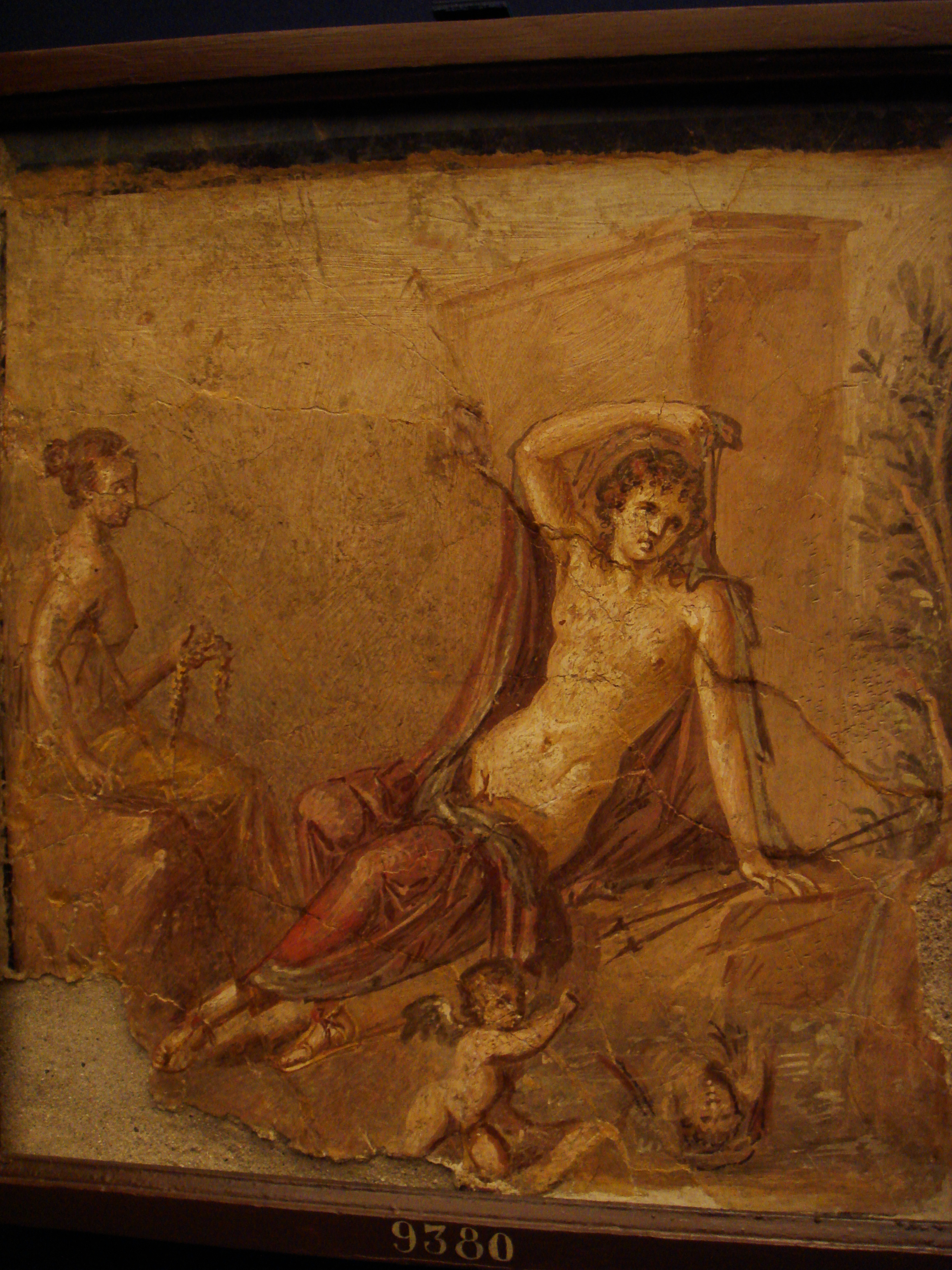
Affresco romano - Pompei - Narciso ed Eco

Nel comportamento umano, la vanità viene vista come futile e puerile compiacimento di sé; assenza di valori morali; superficialità, mancanza di serietà.
Il Dizionario analogico della lingua italiana spiega la voce "vanità" con: «immodestia, civetteria; spocchia; narcisismo, egocentrismo", da cui discendono le "Azioni: farsi bello, pavoneggiarsi, fare il pavone, fare il gallo; fare la ruota, darsi importanza, mettersi in evidenza, mettersi in mostra». Gli aggettivi applicabili alle persone sono in questo caso "vanesio, vanitoso, fatuo, tronfio; pavone, Narciso; smorfiosa, civetta."
Nel suo Dizionario dei sinonimi della lingua italiana, Niccolò Tommaseo pone il termine "vanità" (nell'ambito dei comportamenti umani) nell'area semantica della superbia insieme ad alterigia, orgoglio, disdegno, presunzione. «La vanità è vana opinione del proprio merito, congiunta alla smania di mettere il proprio merito in cose vane e dappoco. La vanità ha più del ridicolo che i vizii notati [...] viene da leggerezza di mente [...]. Tanto la vanità si distingue dai vizii notati, che in luogo d'essere arrogante, ambiziosa, presuntuosa, altera, superba, la si collega, talvolta, a certa semplicità, a certa grazia; in specialità nelle donne».

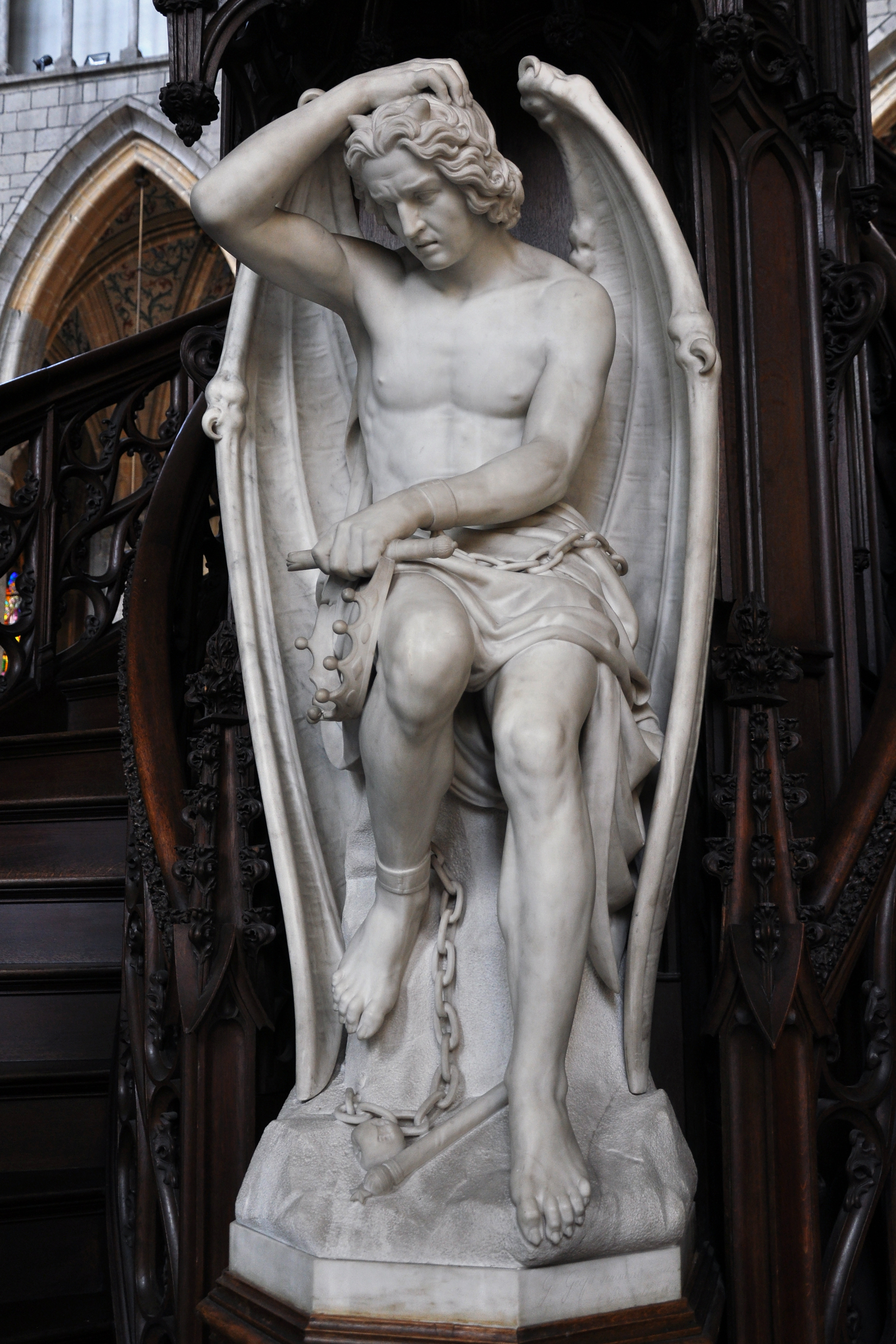
Chaire Cathédrale Liège - Lucifero

Comunemente la vanità è definita come l'eccessivo desiderio di attuare una propria perfetta immagine (perfetta dal punto di vista del soggetto che la ricerca) da esporre al pubblico, al prossimo o al mondo. 
Nel parlare popolare, alcuni confondono la vanità con l'orgoglio e l'egoismo o la superbia. Ma appartiene più all'area della superficialità che del male. La religione cattolica, ad esempio, non la vanità, bensì la superbia annovera tra i vizi capitali.
Il concetto della vanità si esprime nella mitologia greca, in modo sintetico e preciso, attraverso la figura di Narciso. Egli, giovane innamorato dell'immagine di sé riflessa nell'acqua del fiume, non può più allontanarsene:
«Contempla gli occhi che sembrano stelle, contempla le chiome degne di Bacco e di Apollo, e le guance levigate, le labbra scarlatte, il collo d'avorio, il candore del volto soffuso di rossore [...] Oh quanti inutili baci diede alla fonte ingannatrice! [...] Ignorava cosa fosse quel che vedeva, ma ardeva per quell'immagine [...]» finendo, in tal modo, di morire d'amore.

## Nella Bibbia
Famoso è il verso di Qohelet 1,2: "Vanità delle vanità, dice Qoèlet, vanità delle vanità, tutto è vanità". 
La parola ebraica "vanità" è un superlativo che letteralmente significa "vuoto" e "soffio di vento" per indicare l'idea del fiato che, appena emesso, già sparisce, la precarietà e l'inconsistenza delle cose terrene che periscono subito.

## In pittura
Vanità è una particolare specie di natura morta in cui la composizione allegorica suggerisce l'idea che l'esistenza è vuota, inutile, la vita umana è precaria e di scarsa importanza. Molto in voga nel Barocco specialmente nei Paesi Bassi, il tema della vanità venne esteso a composizioni pittoriche in cui si trovavano rappresentati anche personaggi ancora viventi, come nel caso de "Gli Ambasciatori" di Holbein.
Il titolo e la concezione di base sono presi da un versetto del Qoelet (o Ecclesiaste), libro dell'Antico Testamento: «הֲבֵל הֲבָלִים הַכֹּל הָֽבֶל » («vanitas vanitatum et omnia vanitas», cioè "vanità delle vanità, tutto è vanità"). Ciò che viene tradotto con la parola vanità, significa letteralmente "alito leggero, soffio effimero». Il messaggio è l'invito a meditare sulla natura precaria e vuota della vita umana, sull'inutilità dei piaceri terreni di fronte alla morte sempre in agguato.

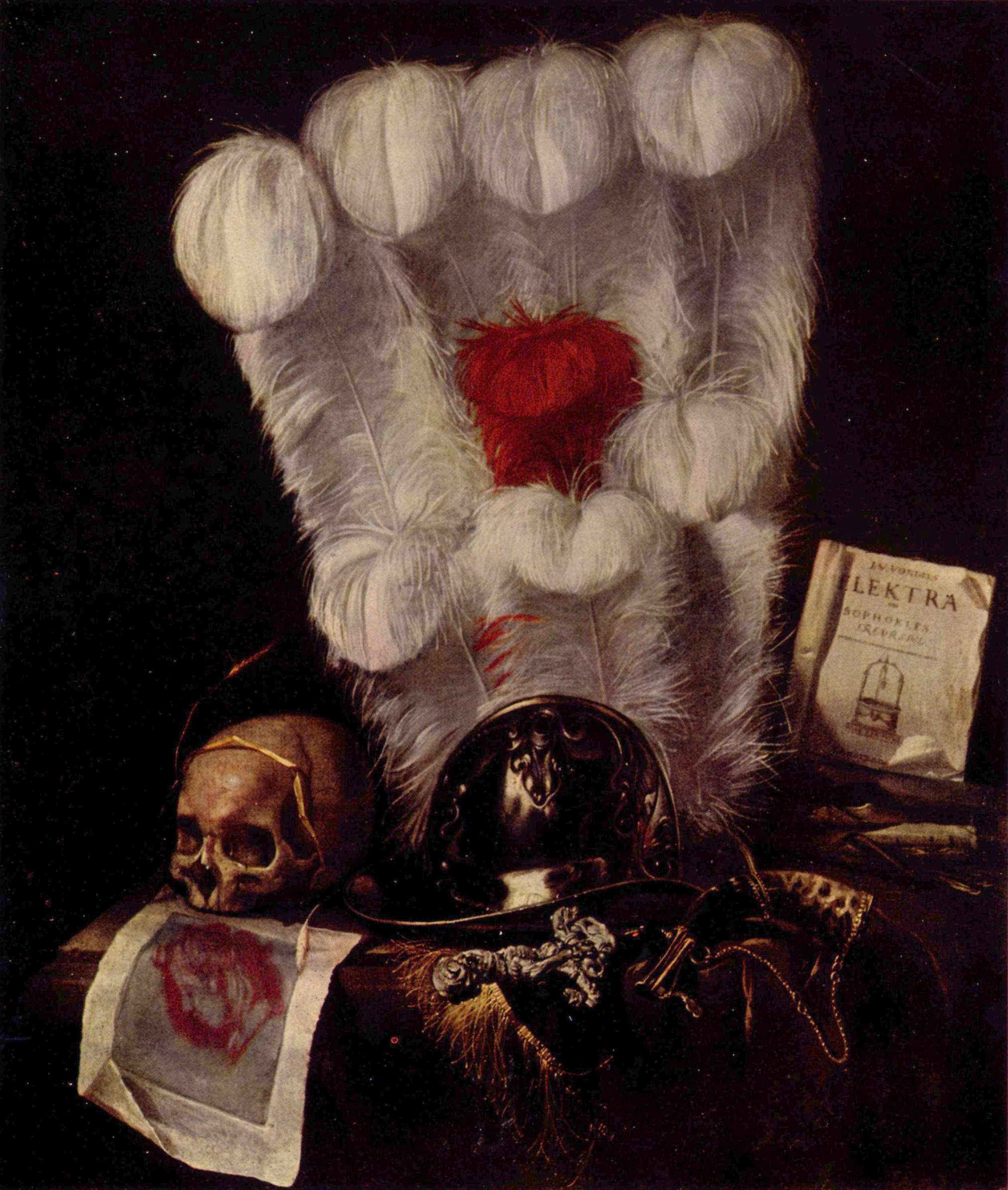
Vanità, di Juriaen van Streeck
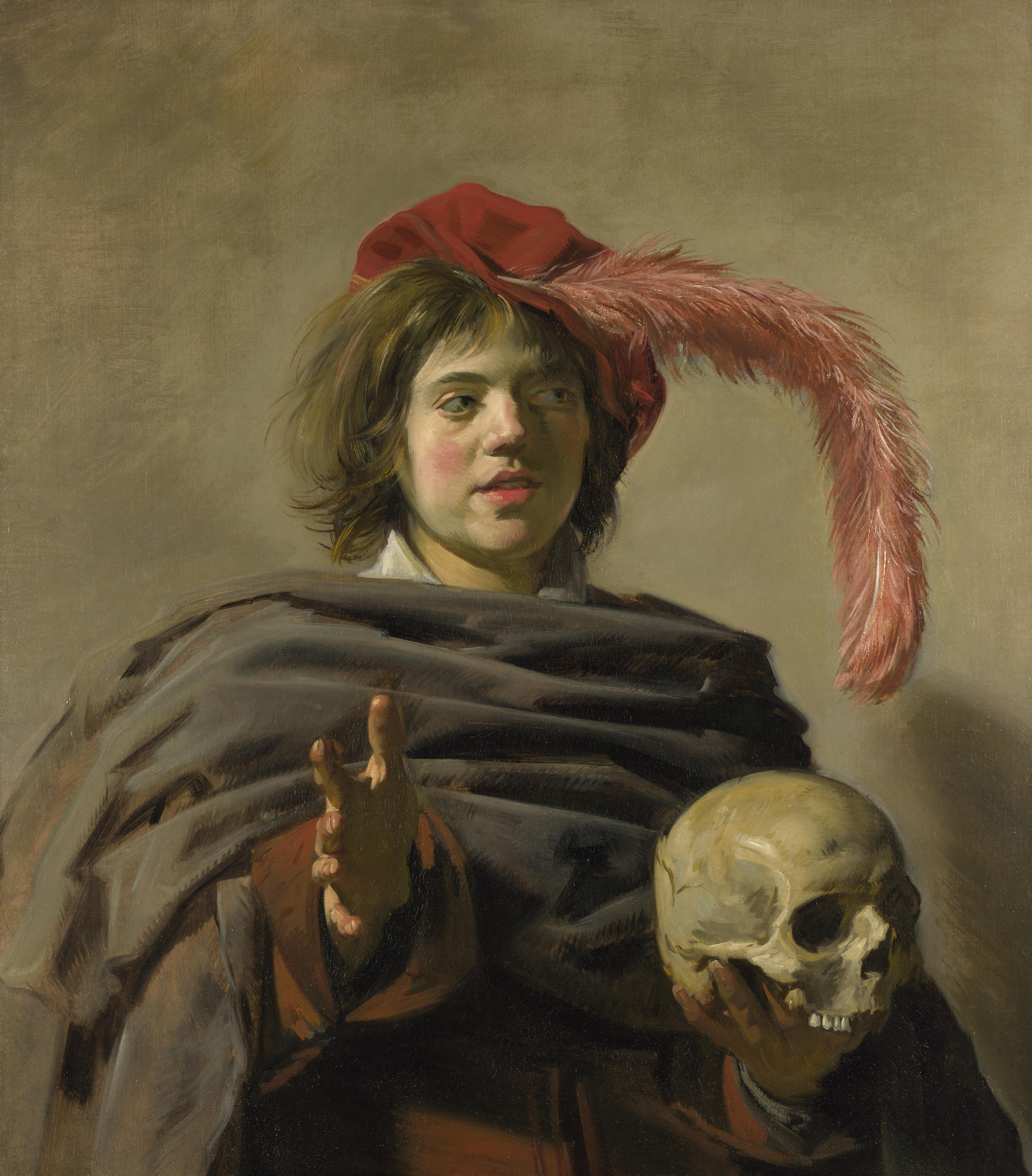
Giovane col cranio, di Frans Hals
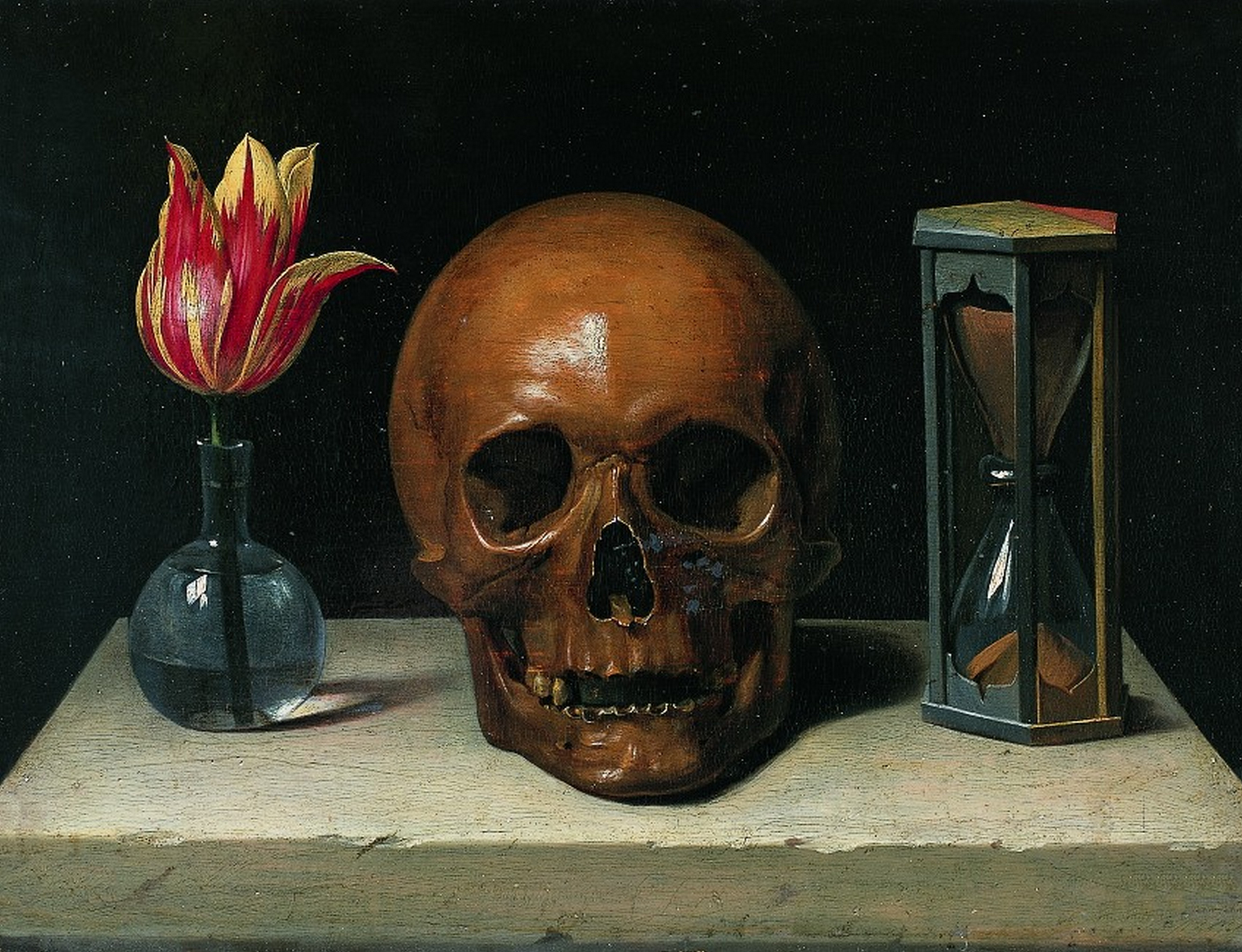
Vanità, di Philippe de Champaigne (1602-1674).
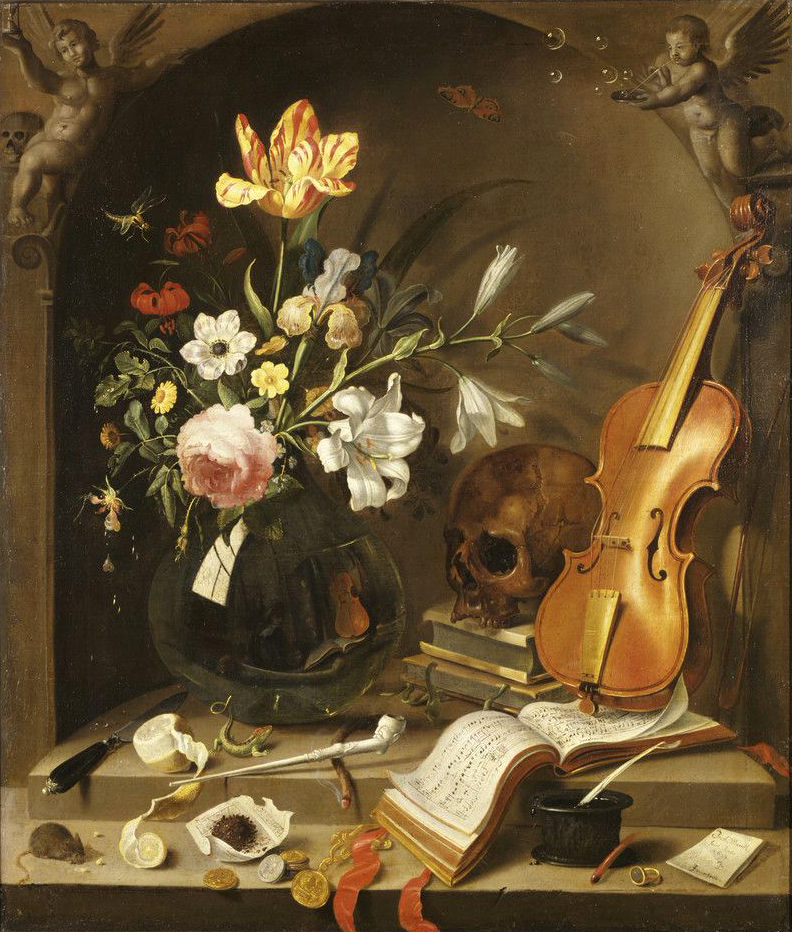
Vanitas, di Jacob Marrel
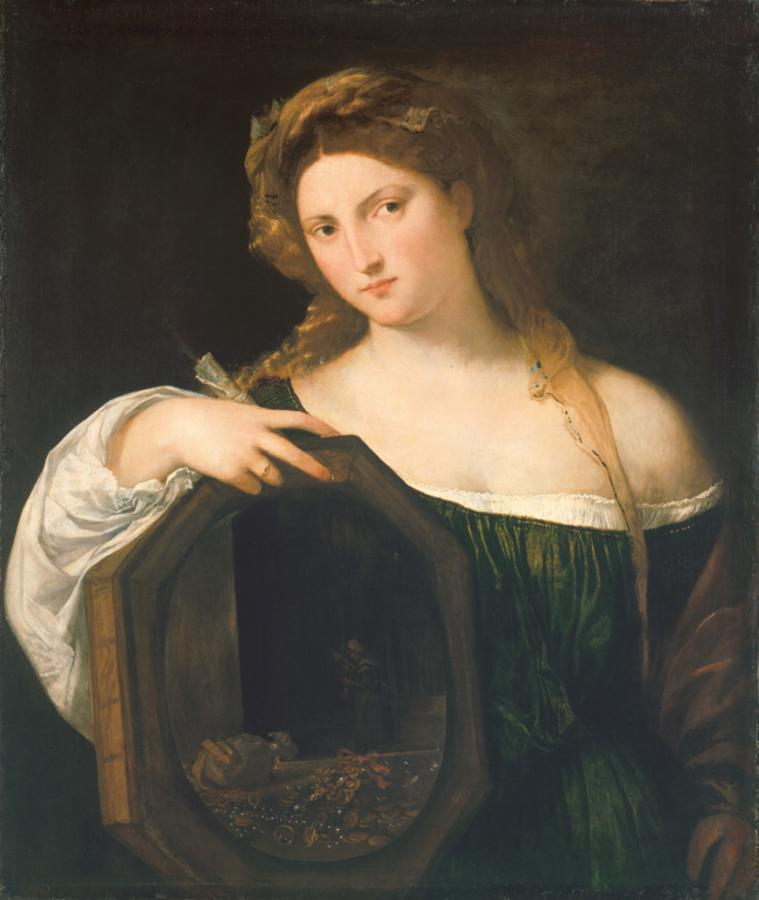
Vanità, di Tiziano
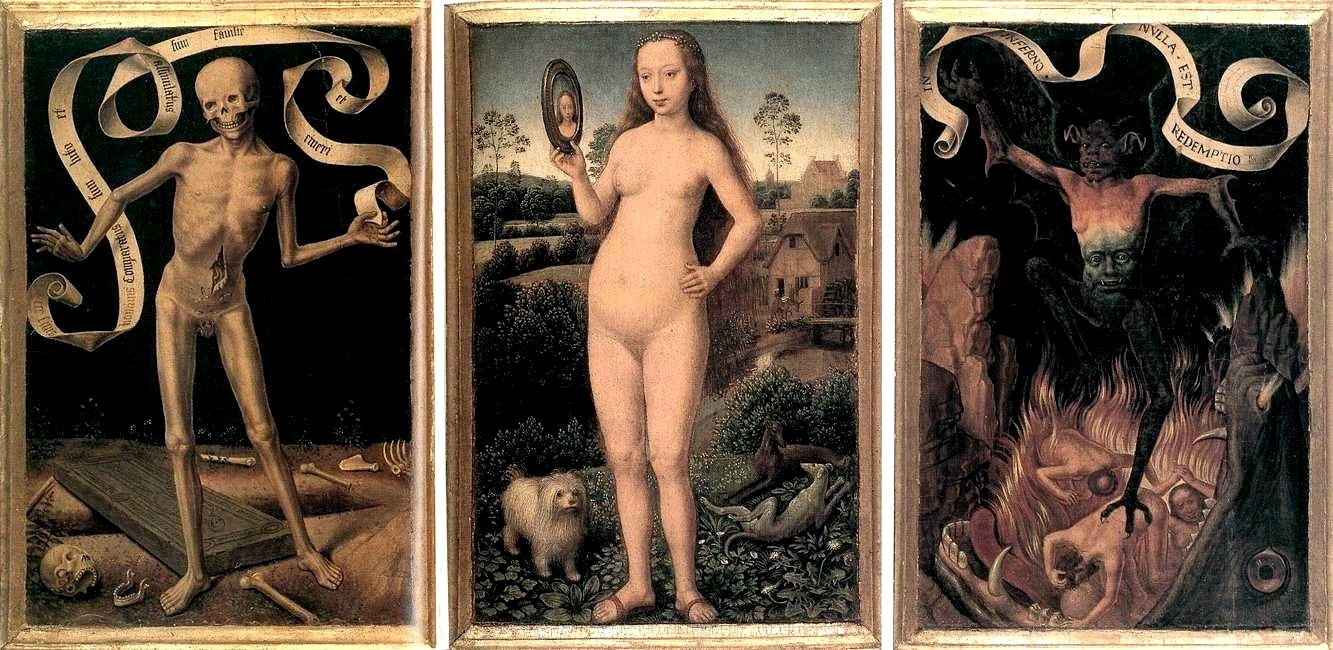
Trittico che rappresenta il memento mori, di Hans Memling
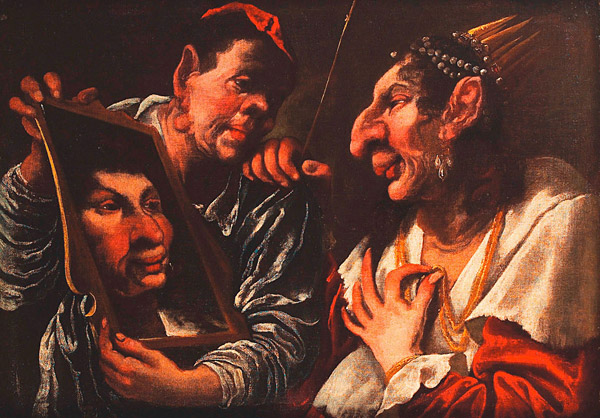
Allegoria della vanità, di Pietro della Vecchia